# ОШ „Херој Света Младеновић” Сараорци
ОШ „Херој Света Младеновић” Сараорци, насељеном месту на територији града Смедерево, основана је 1836. године, као Сараорачко - Лозовичка школа. Данас школа носи име Светомира Миладиновића Свете, родом из Сараорца, учесника Народноослободилачке борбе и народног хероја Југославије.
Школа је изграђена заједничким напором житеља Сараораца и Лозовика, на средини растојања између ова два села, код изграђене цркве брвнаре Светих апостола Петра и Павла. Већ од следеће године ову школу, пошто је била једина у околини, похађају и деца из суседних села: Сараораца, Лугавчине, Милошевца и Голобока.
Сараорчани су подигли нову зграду школе 1871. године, у време када се село непрестано развијало, што је довело до тога да Сараорци 1895. године поднесу захтев да им се додели статус варошице. Већ 1902. године оформљена је основна женска школа, која је 1905. године имала 96 ученица.
Школске 1953/54. године отвора се осмогодишња школа са постојећих пет разреда, наредне школске године школа је порсла на шест разреда, да би школске 1956/57. године школа у Сараорцима је имала свих осам разреда.